# Laccophilus bilix
Laccophilus bilix är en skalbaggsart som beskrevs av Guignot 1952. Laccophilus bilix ingår i släktet Laccophilus och familjen dykare. Inga underarter finns listade i Catalogue of Life.